# Domenico Tojetti
Domenico Tojetti, född 1807 i Rocca di Papa nära Rom, död 28 mars 1892 i San Francisco, Kalifornien, var en italiensk-amerikansk målare.
Tojetti målade fresker i kyrkor i Rom, exempelvis i Basilica di San Paolo fuori le Mura.
Han flyttade 1867 till Guatemala, sedan till Mexiko och därifrån kom han till USA. Han målade i San Franciscos kyrkor och andra offentliga samt privata byggnader.